# Pseudostomella koreana
Pseudostomella koreana är en djurart som tillhör fylumet bukhårsdjur, och som beskrevs av Lee och Chang 2002. Pseudostomella koreana ingår i släktet Pseudostomella och familjen Thaumastodermatidae. Inga underarter finns listade i Catalogue of Life.